# Ives McGaffey
Ives McGaffey – amerykański mechanik, 8 czerwca 1869 roku opatentował odkurzacz o nazwie „Whirlwind”. Swój wynalazek sprzedawał po 25 dolarów, głównie w Chicago i Bostonie. Do dziś zachowały się dwa egzemplarze.